# Anders Klintevall
Karl Anders Mikael Klintevall, född 11 oktober 1951, är en musikproducent, programmakare, journalist  och satirförfattare som varit anställd vid Sveriges Radio sedan 1973. Han har varit programledare  för till exempel Tonkraft, Rockgift, Delta, Laserlådan, Morgonklassiskt, medverkat i satirgruppen På Håret, samt varit domare i programmet Badrumssångarna. Anders Klintevall producerade även TV-programmet AB Svensk Rock som sändes 1980–1981.